# Geränderter Wasserkäfer
Der Geränderte Wasserkäfer (Anacaena limbata) ist ein Käfer aus der Familie der Wasserkäfer (Hydrophilidae).

## Merkmale
Die Käfer erreichen eine Körperlänge von 2,3 bis 2,8 Millimetern. Ihr ovaler Körper glänzt sehr kräftig und ist schwarzbraun gefärbt. Ihre Oberseite ist dicht fein und unregelmäßig mit Punkten strukturiert. Der Halsschild und die Deckflügel (Eltytren) sind gelbbraun gerandet, können aber auch braungelb gefärbt sein, wobei dann die Flügeldeckennaht dunkel ist und sich ein dunkler Fleck auf dem Halsschild befindet. Der Halsschild kann auch drei quer verlaufende, mitunter zusammenhängende dunkle Flecken tragen. Am hinteren Teil der Elytren befindet sich ein eingewölbter Streifen an der Flügeldeckennaht, der etwa bis zur Körpermitte reicht. Der Kopf ist schwarz, die Fühler und Tarsen sind braun gefärbt, wobei das letzte Tarsenglied aber ganz oder zum Teil schwarz gefärbt ist. Die restlichen Beine sind braunrot, die Schenkel (Femora) sind auf der Innenseite etwas dunkler gefärbt. 

## Vorkommen
Die Tiere kommen in der Paläarktis bis in den hohen Norden und auch auf den Britischen Inseln vor. Sie besiedeln die meisten stehenden Gewässer, insbesondere aber kleine Tümpel mit starkem Bewuchs und Gewässer in Mooren. Man findet sie vom Flachland bis in die Krummholzzone des Gebirges. Sie sind sehr häufig. 